# Mulheres indígenas na política latino-americana

Mulheres Indígenas na Política Latino-Americana
A presença de mulheres indígenas na política latino-americana tem se tornado cada vez mais visível nos últimos anos, apesar dos inúmeros obstáculos impostos por séculos de racismo estrutural, patriarcado e marginalização dos povos originários. Durante muito tempo, as mulheres indígenas foram silenciadas tanto dentro de suas próprias comunidades quanto pelas estruturas estatais dominantes. No entanto, nas últimas décadas, têm conquistado maior visibilidade e espaços de poder ao pautar agendas que vão desde a proteção dos territórios ancestrais e o enfrentamento da violência até a defesa dos direitos coletivos, ambientais e de gênero. Combinando saberes tradicionais e articulações políticas contemporâneas, essas mulheres se tornaram vozes fundamentais na construção de uma democracia mais representativa e plural. A seguir, apresentamos algumas líderes indígenas com participação política em diferentes países da América Latina.
| Nome                               | País      | Povo (grupo)              | Partido político                                                        | Posição Política / Atuação                                                       |         | Sônia Guajajara | Brasil                            | Guajajara (MA)                      | PSOL | Ministra dos Povos Indígenas do Brasil (desde 2023) |
| Joênia Wapichana                   | Brasil    | Wapichana (RR)            | Rede Sustentabilidade                                                   | Presidente da FUNAI; Ex-deputada federal (2019–2023)                             |         |                 |                                   |                                     |      |                                                     |
| Alice Pataxó                       | Brasil    | Pataxó                    | Sem filiação partidária conhecida                                       | Influenciadora digital; Ativista pelos direitos indígenas                        |         |                 |                                   |                                     |      |                                                     |
| Thelma Cabrera                     | Guatemala | Maya Mam                  | MLP                                                                     | Candidata à presidência (2019, 2023); Líder indígena                             |         |                 |                                   |                                     |      |                                                     |
| Tarcila Rivera Zea                 | Peru      | Quéchua                   | Sem filiação partidária conhecida                                       | Ativista internacional; Membro do Fórum Permanente da ONU; Fundadora da CHIRAPAQ |         |                 |                                   |                                     |      |                                                     |
| Segundina Flores                   | Bolívia   | Aymara                    | MAS-IPSP                                                                | Dirigente nacional das Mulheres “Bartolina Sisa”                                 |         |                 |                                   |                                     |      |                                                     |
| María de Jesús Patricio (Marichuy) | México    | \ Independente / CNI-EZLN | Candidata independente à presidência (2018); Líder indígena e zapatista | Helena Gualinga                                                                  | Equador | Kichwa Sarayaku | Sem filiação partidária conhecida | Jovem ativista climática e indígena |      |                                                     |
| Samantha Siagama                   | Colômbia  | Embera                    | Sem filiação partidária conhecida                                       | Ativista trans indígena; Defensora de direitos LGBTQIA+ e indígenas              |         |                 |                                   |                                     |      |                                                     |
| Elisa Loncón                       | Chile     | Mapuche                   | Independente                                                            | Ex-presidente da Convenção Constituinte (2021); Acadêmica e ativista Mapuche     |         |                 |                                   |                                     |      |                                                     |
| Lourdes Tibán                      | Equador   | Kichwa                    | Pachakutik                                                              | Ex-deputada nacional; Militante pela causa indígena                              |         |                 |                                   |                                     |      |                                                     |
| Celia Xakriabá                     | Brasil    | Xakriabá (MG)             | PSOL                                                                    | Deputada federal desde 2023; Educadora e ativista indígena                       |         |                 |                                   |                                     |      |                                                     |
| Juana Calfunao                     | Chile     | Mapuche                   | Sem filiação conhecida                                                  | Líder comunitária; Defensora de direitos humanos e do povo Mapuche               |         |                 |                                   |                                     |      |                                                     |
| Rosa Cañari                        | Bolívia   | Quéchua                   | MAS-IPSP                                                                | Ex-deputada; Ativista por educação intercultural bilíngue                        |         |                 |                                   |                                     |      |                                                     |

1. ↑  CÂMARA DOS DEPUTADOS (Brasil). Deputada Federal Sônia Guajajara. Disponível em: https://www.camara.leg.br/deputados/220643. Acesso em: 1 maio 2025.